# Sterling Clark
Robert Sterling Clark (Cooperstown, 25 de junio de 1877-Williamstown, Massachusetts, 29 de diciembre de 1956), heredero de la fortuna de Singer Corporation, fue un magnate estadounidense, coleccionista de arte, criador de caballos de carreras y filántropo. Junto con su esposa de origen francés, Francine Clary, fue el fundador del Instituto de Arte Clark, rico en pinturas de Pierre-Auguste Renoir. Clark sirvió en el ejército en Filipinas durante el Levantamiento de los bóxers, donde sirvió bajo las órdenes del general Smedley Butler.
Después de su graduación de la Universidad de Yale, Clark visitó París (Francia) y con los años regresó allí con frecuencia, hasta que finalmente mantuvo una residencia en esa ciudad. En París, conoció a la actriz Francine Clary, con quien se casó en 1919.
Era dueño de varias residencias en Nueva York y Cooperstown, así como de la Granja Sundridge en Upperville y de una casa en París.

## Expedición de 1909
Clark financió una expedición en 1909 que buscaba muestras del río Amarillo en las provincias chinas de Shaanxi y Gansu. Reclutó al explorador Arthur de Carle Sowerby como naturalista para el viaje, publicando luego un libro con Sowerby sobre la expedición titulado Through Shên-kan: the account of the Clark expedition in north China, 1908-9.

## Colección de arte

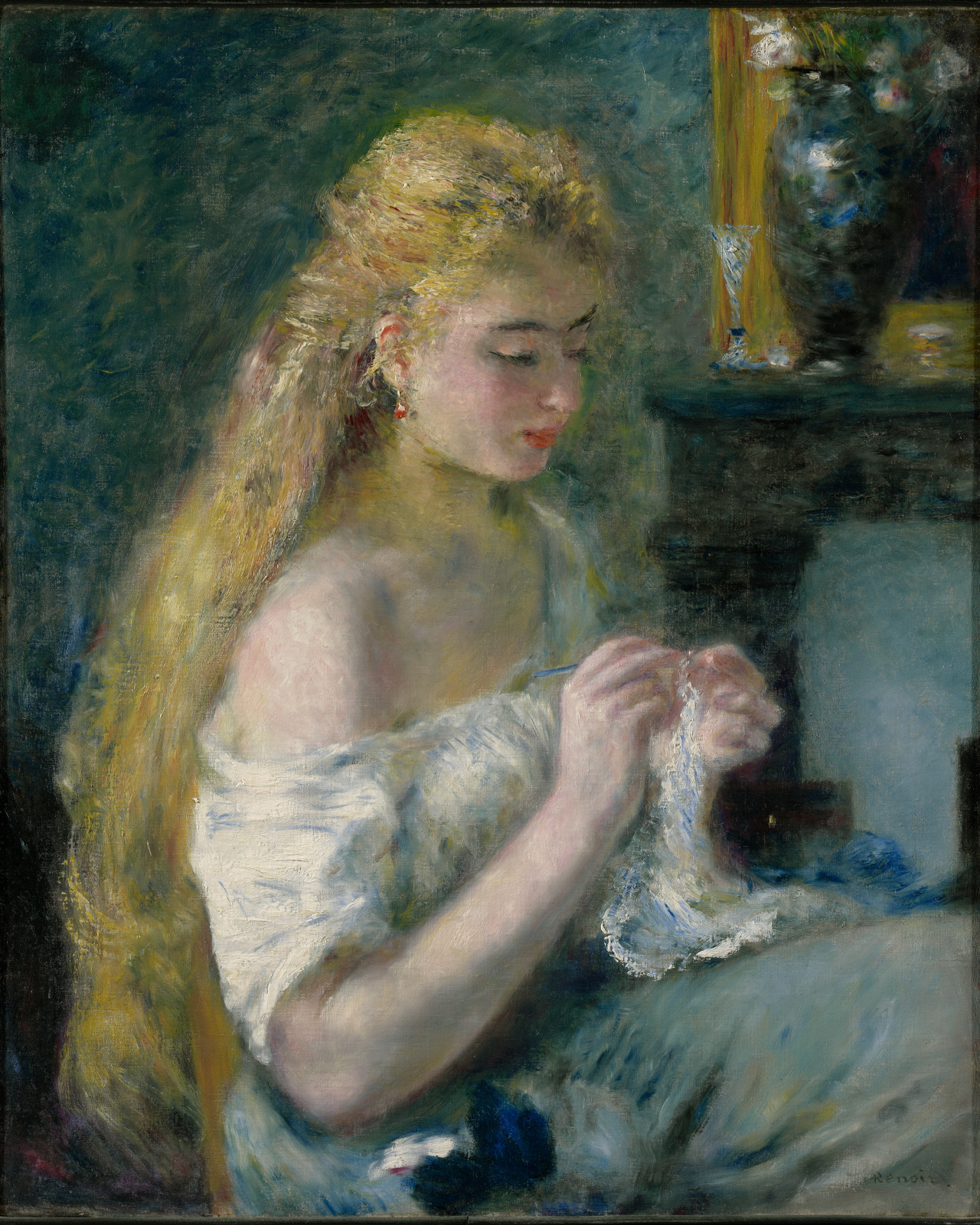
Chica Tejiendo de Pierre-Auguste Renoir, la primera pintura impresionista adquirida por Sterling Clark

Clark compró su primer cuadro impresionista, Chica tejiendo de Pierre-Auguste Renoir, en 1916. Clark y su esposa Francine continuaron coleccionando arte y, al final de sus vidas, establecieron su colección en un museo cerca del campus del Williams College en Williamstown (Massachusetts). 
Lo hicieron después de haber hecho planes con los hermanos de Clark, Stephen Carlton y F. Ambrose, para combinar sus colecciones en un único museo de arte en Cooperstown. Tras un desacuerdo con sus hermanos, Clark no solo canceló dichos planes, sino que también retiró su participación en la fortuna gestionada por un trust familiar. Estableció su propia fundación y vendió y donó todo su patrimonio inmobiliario en Cooperstown. Desde entonces, no se produjo casi ningún contacto entre Sterling y su hermano Stephen.
Durante las siguientes cinco décadas, Clark y su esposa coleccionaron numerosas pinturas de Renoir, además de docenas de pinturas, esculturas y obras al pastel de otros artistas impresionistas.

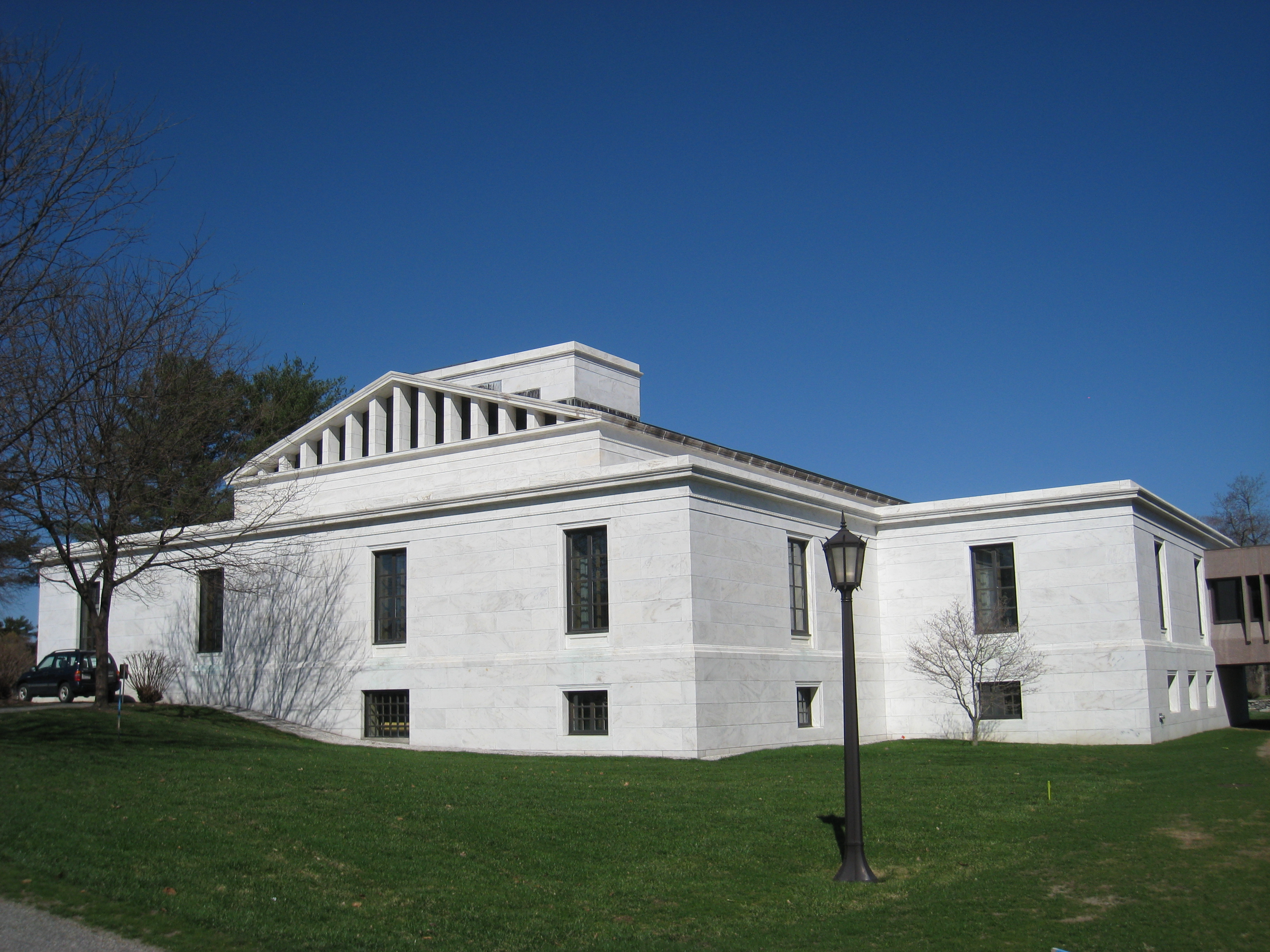
Parte trasera de la antigua galería del Instituto de Arte Clark

El Instituto de Arte Clark en Williamstown abrió sus puertas al público en 1955. Según la revista Time, al construir su instituto $3 000 000, los Clark ignoraron los costos —se decía que la cantidad de mármol para el nuevo museo fue el mayor pedido realizado en Vermont después de la construcción de la Corte Suprema de los Estados Unidos—.
Las obras de la colección incluyen más de treinta pinturas de Renoir, ejemplos del Quattrocento italiano así como de pintores neerlandeses, españoles y estadounidenses tales como Winslow Homer, Francisco de Goya, Frans Hals y Edgar Degas.

## Hípica
Clark montó caballos de carrera en los Estados Unidos y en Europa. En los Estados Unidos, su potranca Current ganó el American Champion Two-Year-Old Filly de 1928, mientras que en Inglaterra Galatea II ganó las 1,000 Guineas Stakes y las Epsom Oaks en 1939. El caballo más conocido criado por Clark fue Never Say Die, un potro castaño criado en Kentucky. Corrió en Inglaterra y ganó el derbi en Epsom en 1954 con probabilidades de a 33 a 1. Fue montado por Lester Piggott, de 18 años de edad, el jinete más joven en ganar el Derbi. Never Say Die fue también el ganador del Rosslyn Stakes y del St. Leger Stakes. Al jubilarse, Clark regaló el caballo a la granja de crianza The National Stud.
Tras terminar su matrimonio, el interés de Clark por los caballos disminuyó considerablemente. Sin embargo, durante su vida fue más conocido por ser propietario de un caballo de éxito que por ser coleccionista de arte privado.